# Bukkehorn

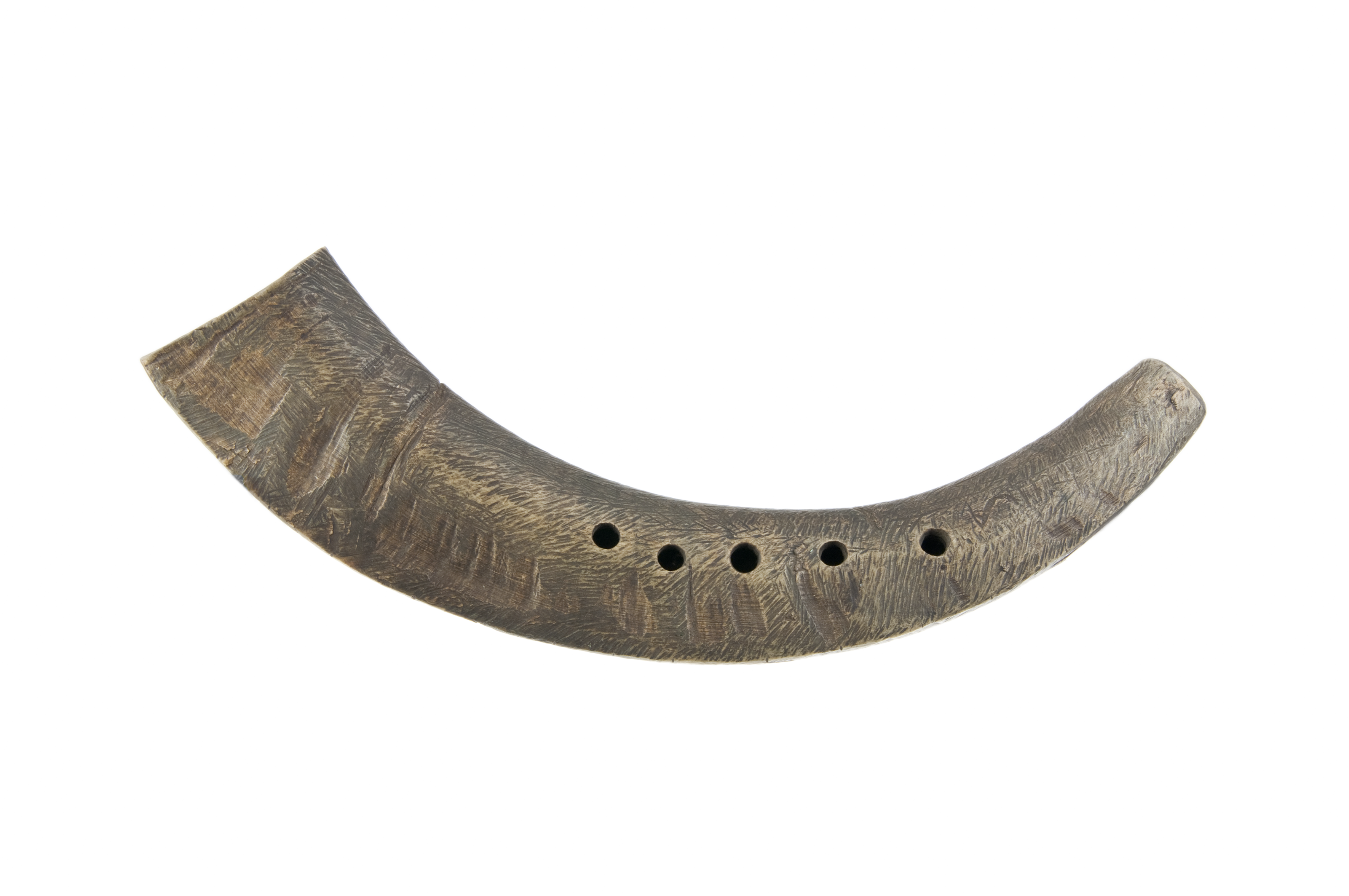
Bukkehorn suédois.

Le bukkehorn est un ancien instrument de musique scandinave fabriqué à partir de la corne d'un mouton ou d'une chèvre. Il était traditionnellement utilisé pendant l'été comme instrument de signalisation ou de communication par les bergers dans les hautes montagnes. Il servait également à effrayer les animaux sauvages qui menaçaient le troupeau.
Plus tard, les instruments sont dotés de trous pour les doigts, d'abord 2 ou 3, puis jusqu'à 8. Grâce à cette innovation, il devient possible de jouer des mélodies simples.
La bataille de Kringen en 1612 entre l'armée écossaise et la milice norvégienne est un événement bien connu qui décrit l'utilisation du bukkehorn. 